# Rezerwat przyrody Liepnas niedrāji
Rezerwat przyrody Liepnas niedrāji (łot. Dabas liegums Liepnas niedrāji) – rezerwat przyrody w północno-wschodniej Łotwie, w Liwonii, na Wyżynie Adzele, w dorzeczu Kūdupe. Wschodnia granica rezerwatu opiera się o granicę z Rosją.
Rezerwat ma na celu ochronę i zachowanie starych lasów bagiennych i trzcinowisk, które zajmują prawie 90% jego powierzchni. Stwierdzono tu występowanie rośliny z załącznika nr 2 do dyrektywy siedliskowej Unii Europejskiej: Cinna latifolia, jak również pięciu innych gatunków roślin szczególnie chronionych: turzycy patagońskiej, kukułki krwistej, Galium triflorum, widłaka jałowcowatego i wrońca widlastego.